# Fritillaria mughlae
Fritillaria mughlae är en liljeväxtart som beskrevs av Teksen och Aytaç. Fritillaria mughlae ingår i Klockliljesläktet och i familjen liljeväxter.
Artens utbredningsområde är Turkiet. Inga underarter finns listade.